# Веремеєнко Олександр Юрійович
Олекса́ндр Ю́рійович Вереме́єнко (нар. 16 липня 1996, с. Новоселівка, Старобільський район, Луганська область, Україна — пом. 6 березня 2017, с. Водяне, Волноваський район, Донецька область, Україна) — український військовослужбовець морської піхоти, матрос Військово-морських сил Збройних сил України. Учасник російсько-української війни. Позивний «Фартовий».

## Біографія
Народився 1996 року в селі Новоселівка на Луганщині. В дитинстві втратив батька. У 2013 році закінчив загальноосвітню школу-інтернат міста Сєвєродонецьк. Займався спортом. 2015 закінчив Сєвєродонецький професійний будівельний ліцей (Сєвєродонецьке ВПУ № 98) за спеціальністю гіпсокартонник-електромонтажник. Заочно навчався в Рубіжанському технікумі за фахом електрогазозварювальника.
29 липня 2016 року підписав контракт на військову службу на три роки.
Матрос, гранатометник 2-го відділення 3-го взводу 1-ї роти 1-го батальйону 36-ї окремої бригади морської піхоти ВМС ЗС України. З 15 жовтня 2016 виконував завдання на території проведення антитерористичної операції, Оперативно-тактичне угруповання «Маріуполь».
6 березня 2017 року загинув від кульового поранення, якого зазнав близько 13:00 в ході тригодинного бою поблизу с. Водяне, на Маріупольському напрямку. Про смерть Сашка розповів його бойовий товариш «Стаф»: «Нас почали обстрілювати жорстко, і він говорить, „Стаф, давай закинемо щось їм!“. Я говорю: „Ну давай. Термобар закинемо!“ І тільки він вийшов з бліндажа і все, останні його слова „по мені влучили“ і впав».
Похований 8 березня на військовому кладовищі в с. Чмирівка біля Старобільська.
Мати померла у 2017 році. Залишилися двоє братів і тітка.

## Нагороди
Указом Президента України № 104/2017 від 10 квітня 2017 року, «за особисту мужність, виявлену у захисті державного суверенітету та територіальної цілісності України, самовіддане виконання військового обов'язку», нагороджений орденом «За мужність» III ступеня (посмертно).